# 埃查拉尔
埃查拉尔（西班牙語：Echalar）是西班牙纳瓦拉的一个市镇。总面积46平方公里，总人口779人（2001年），人口密度17人/平方公里。